# Famille de Froissard
La famille de Froissard est une famille subsistante de la noblesse française, originaire du Jura, anoblie par charge de conseiller en la Chambre des comptes de Dole en 1590. La branche de Broissia a été anoblie en 1629.

## Histoire
En 1773, La Chesnaye des Bois dans son  Dictionnaire de la noblesse écrit que cette famille est « connue dès l'an 1279, que vivait noble homme Antoine Froissard, écuyer, seigneur de Belport, cité dans les preuves de noblesse de Louise-Antoinette Gabrielle de Froissard-Broissia pour le chapitre des chanoinesse de Poussay ».  Il ajoute : « On trouve aussi de cette famille Philibert Froissard, écuyer qui vivait en 1388 » et il donne une filiation suivie à partir du 10 juin 1427, date à laquelle Louis Froissard, écuyer (donné comme fils de Huguenin Froissard, écuyer, seigneur de Largillois), épousa Marie de Belchemin.
En 1814, Nicolas-Antoine Labbey-de-Billy dans son Histoire de l'Université du Comté de Bourgogne fait remonter la filiation de cette famille à « Jean Froissard, qui se maria le 21 du mois d'août 1447 à Jeanne du Saix ».
En 1866, André Borel d'Hauterive dans l'Annuaire de la noblesse de France donne aussi premier auteur de la filiation suivie Jean Froissard, écuyer, seigneur de La Vesvre qui épousa le 21 août 1447 Jeanne du Saix.
Les généalogistes indiquent habituellement que Philibert Froissard, marié à Antoinette Doroz, eut deux fils qui furent les auteurs de deux branches : 
- Jacques Froissard, auteur de la branche Froissard de Bersaillin ;
- Anatoile Froissard, auteur de la branche Froissard de Broissia,

mais ce rattachement est contesté de nos jours par Claude Isabelle Brelot qui dans son ouvrage La noblesse réinventée écrit : « À vrai dire les deux familles n'ont pas vraiment une origine commune, elles ont seulement été alliées par un mariage en 1737 ».
En 1927, Gustave Chaix d'Est-Ange écrit dans Dictionnaire des familles françaises anciennes ou notables à la fin du XIXe siècle :
« La famille de Froissard paraît tirer sa noblesse de ses charges de robe, elle revendique cependant une origine trop reculée... La filiation suivie ne remonte pas au delà d'un Jean Froissard, écuyer, seigneur de La Vesvre qui épousa Jeanne du Saix par contrat du 21 août 1447. ».
Il donne les informations suivantes :
- Jacques Froissard, auteur de la branche de Bersaillin, marié à Guillemette Cervé (fille d'un conseiller au parlement de Dole) fut notaire (alors profession roturière) à Sellières[5] ;
- Anatole Froissard, auteur de la branche de Broissia, marié en 1532 à Madeleine Le Goux de La Berchère, fut président au parlement d'Orange[5] ;
- Simon Froissard (fils de Jacques) du lieu de Sellières, se qualifiait docteur en droits et procureur fiscal à Poligny quand il fut pourvu, le 15 mars 1590, de l'office de premier maître en la Chambre des comptes de Dole (charge anoblissante). Il épousa, le 20 mars 1598 Claudine Dagay et mourut en 1611[5].

Au milieu du XVIIIe siècle les membres de la famille de Froissard s'engagèrent dans le métier des armes, alors que longtemps chez les Bersaillin comme chez les Broissia, la filiation avait été assurée par des juristes (notaires, avocats et procureurs fiscaux) puis conseillers et enfin présidents au Parlement et en la Chambre des comptes de Dole, les autres garçons étant destinés à la cléricature ou à l'ordre de Malte.
Léon de Givodan écrit en 1852 sur cette famille :  « Par son ancienneté et ses alliances, la maison de Froissard occupe sans contredit un des rangs les plus distingués dans la noblesse de Franche-Comté dont elle est originaire ».
Comme Régis Valette, Arnaud Clement dans La noblesse française écrit que cette famille a été anoblie par charge de conseiller en la chambre des comptes de Dôle en 1590. Régis Valette ajoute que la branche de Froissia a été anoblie en 1629.

## Personnalités

### Branche de Bersaillin
- Claude Bernard Flavien de Froissard (1739-1820), 2e marquis de Froissard de Bersaillin, capitaine au régiment des gardes françaises, chevalier de Saint-Louis en 1773.
- Alexandre-Bernard-Pierre de Froissard (1769-1847), 3e marquis de Froissard de Bersaillin, lieutenant-colonel, gentilhomme honoraire de la chambre du roi, député du Jura (1824-1827), pair de France (1827-1830).
- Albéric de Froissard (1839-1930)[11], officier de cavalerie, agronome, figure du syndicalisme agricole et maire de Bersaillin (1871-1930).
- Cyril de Froissard (1963), directeur général de la société évènementielle Auditoire[12], elle-même codirigeante de Paname 24, coorganisatrice des cérémonies d'ouverture des Jeux Olympiques de Paris 2024[13]

### Branche de Broissia
- Marie Hilaire Flavien Froissard de Broissia (1809-1870), conseiller général du Jura ; maire de Neublans puis d'Arbois[14].
- François de Froissard de Broissia (1917-1979), général de corps d'armée, commandeur de l'ordre national de la Légion d'honneur[15].
- Louis de Froissard de Broissia (1943), député de la Côte-d'Or (1988-1998), président du conseil général de la Côte-d'Or (1994-2008), sénateur de la Côte-d'Or (1998-2008).
- Michel de Froissard de Broissia (1945), maire de Champagne-sur-Vingeanne (2014-2021)[16].

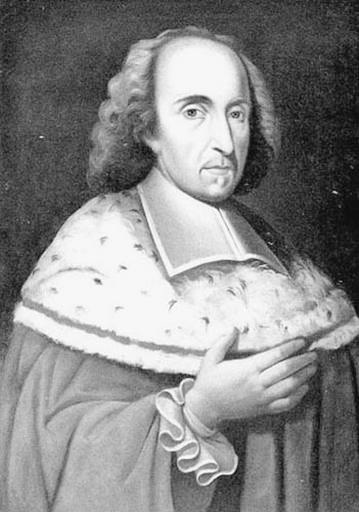
Jean Ignace Froissard de Broissia (1627-1694), membre fondateur et recteur de la confrérie de Saint-Claude des Bourguignons à Rome[17].
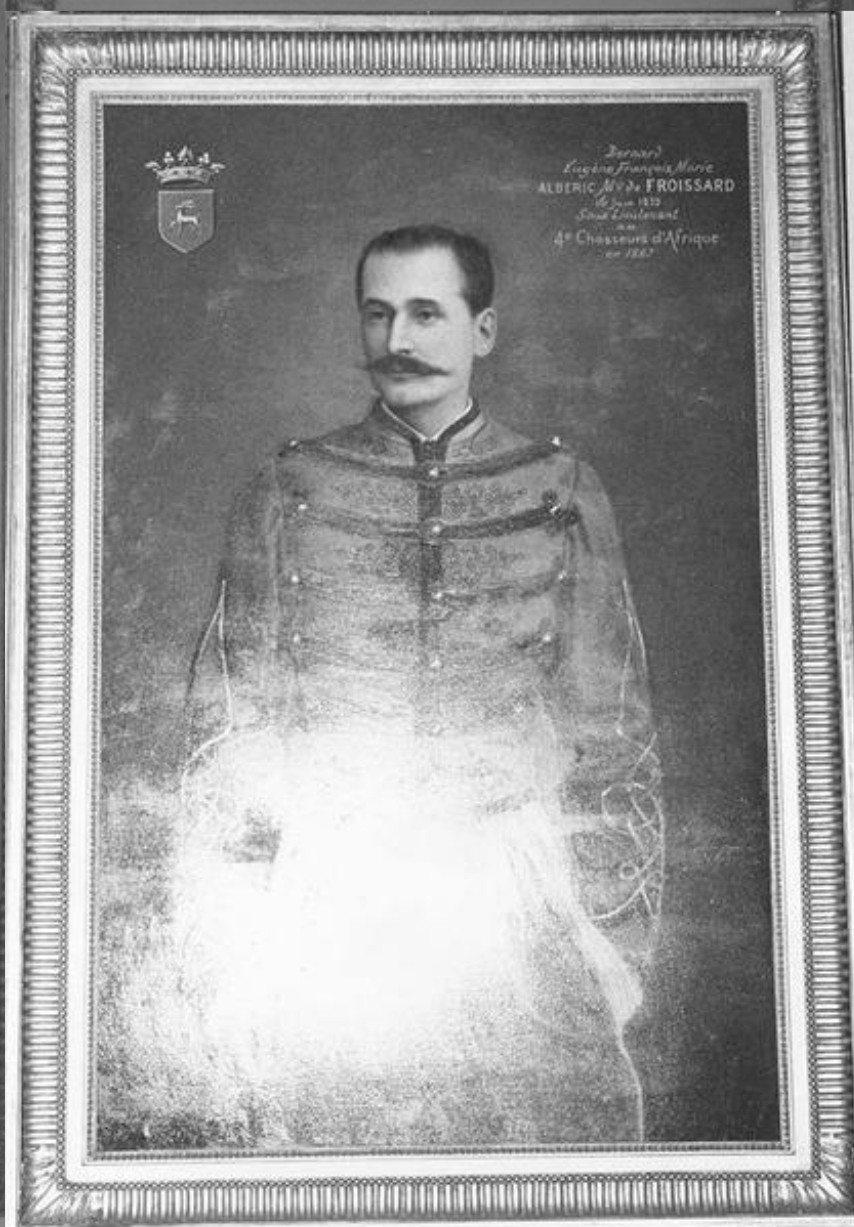
Albéric de Froissard (1839-1930).
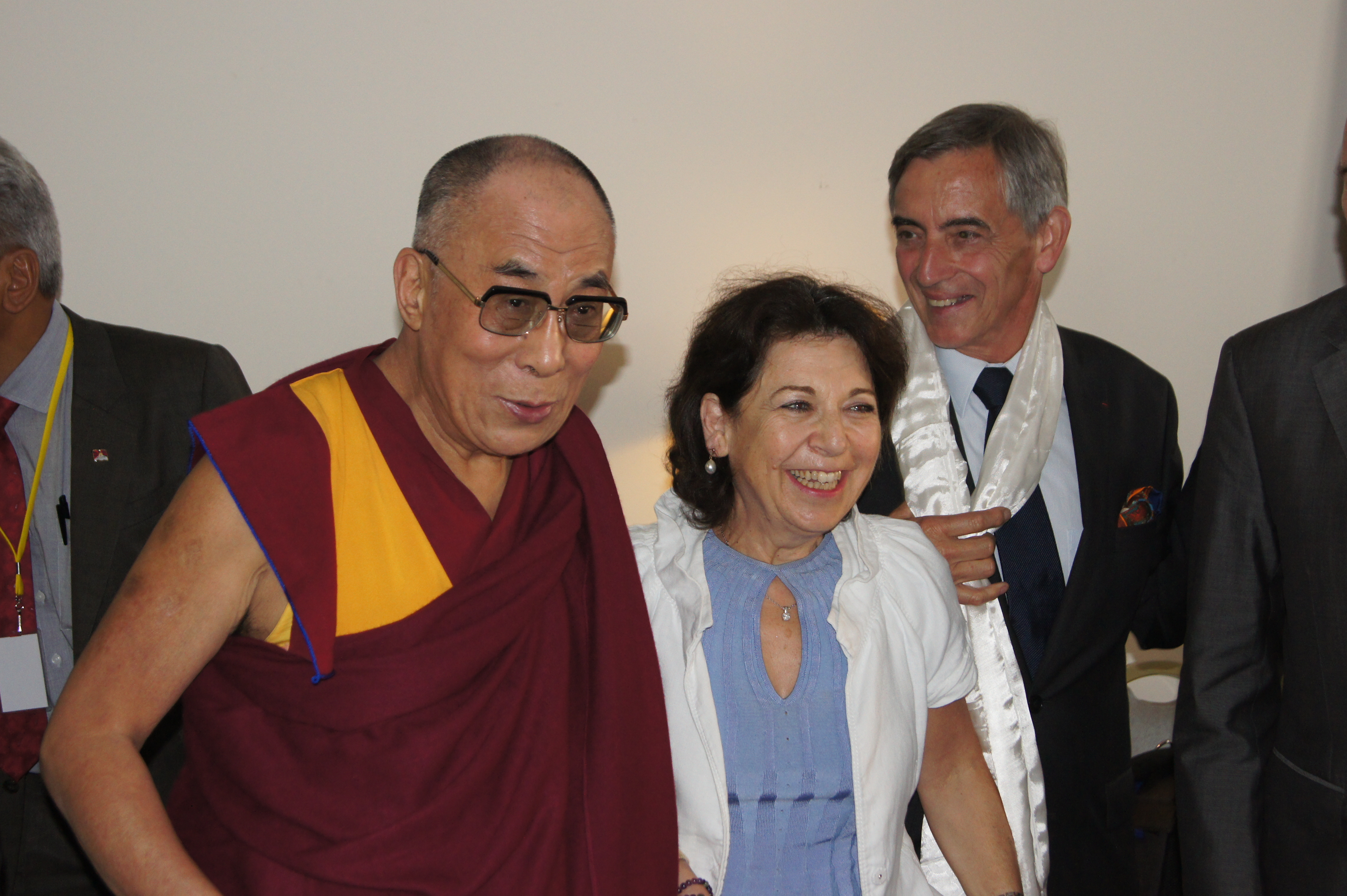
Rencontre des parlementaires avec le Dalaï-Lama à Toulouse le 15 août 2011 entouré de Corinne Lepage et de Louis de Froissard de Broissia.

## Alliances
Branche de Bersaillin : Cervé, Dagay (1568) Aubert (1609), de Chassagne (1657), de Dortans (1696), Froissard de Broissia (1737), de Mailly de Châteaurenaud (1763), de Pracomtal (1800), de Choiseul-Daillecourt (1835), de Chabrol-Chaméane (1870), de Prudhomme de La Boussinière, Le Brun de Sessevalle (1875 et 1923), etc.
Branche de Broissia : Le Goux de la Berchère (1553), Blanchot (1572), Dumoulin (1614), de Poligny (1656), d'Albon de Saint Ferjeux (1692), de Bellot de Villette (1722), Mairot de Mutigney (1771), de La Vernette de Saint-Maurice (1808), Hocquart (1818), de Rochechouart de Mortemart (1885), Arnoulx de Pirey, Gamet de Saint-Germain (1929 et 1934), de Geoffre de Chabrignac (1938), de Ganay (1943), de Menthon, de Truchis de Lays, d'Oilliamson, de Cooman, de Truchis de Varennes, Giscard d'Estaing, Mahot de La Quérantonnais, de La Cropte de Chantérac, Caudron de Croquereaumont (2016), de Lachèze-Murel.

## Armes
Cette famille porte : D'azur au cerf passant d'or.

## Titres
Branche de Bersaillin :
- Marquis de Froissard de Bersaillin (dit "marquis de Froissard") par lettres patentes d'août 1748[22],[23].
- Marquis héréditaire par lettres patentes du 22 janvier 1825[22],[23].
- Baron-Pair 5 novembre 1827 (autorisé par lettre du 3 mai 1828 à instituer un majorat au titre de baron-pair)[23].

Branche de Broissia :
- Marquis de Broissia  par lettres patentes de 1691
- Marquis de Froissard-Broissia par lettre patentes de 1697 (éteint en 1711[23] avec le fils unique du bénéficiaire) [24].
- Comte de Broissia-Velle par lettres patentes de 1739 (éteint)[23].

## Possessions

### Branche de Bersaillin
- Hôtel de Froissard à Dole (1611-XXIe siècle)
- Château de Bersaillin (1585-XXe siècle)
- Château d'Azans (XIXe siècle-XXe siècle)

### Branche de Broissia
- Hôtel de Broissia à Arbois (1852 - ?)
- Château de Neublans (1703-XXIe siècle)
- Chateau de Marigna-sur-Valouse (1797-XXe siècle)
- Château de Rochefort sur Brévon (1888-XXIe siècle)
- Château de Blagny-sur-Vingeanne
- Château d’Etrabonne

## Postérité
- Rue de Froissard à Dole[25].
- Lieu-dit Froissard à Villerserine[26].

### Fonds d'archives
- Fonds Froissard Bersaillin.  Cote : 36J. archives départementales du Jura (présentation en ligne)..